# Byttneria besalampensis
Byttneria besalampensis är en malvaväxtart som beskrevs av Arenes. Byttneria besalampensis ingår i släktet Byttneria och familjen malvaväxter. Inga underarter finns listade i Catalogue of Life.